# Theresia Albers
Theresia Albers (Dornheim, 5 de agosto de 1872-Hattingen, 21 de enero de 1949) es una religiosa católica alemana, fundadora de la congregación de Hermanas Testigos del Amor de Cristo, conocida sobre todo por los esfuerzos que llevó a cabo para salvar a muchos niños con discapacidades mentales, que estuvieron a punto de ser eliminadas por el régimen nazi. Es considerada sierva de Dios en la Iglesia católica.

## Biografía
Theresia Albers nació en Dornheim (hoy Schmallenberg), Alemania, el 5 de agosto de 1872. De 1887 a 1891 estudió en el Instituto San José de Dingelstädt. Se desempeñó como profesora en varias escuelas y orfanatos de Nordrheda-Ems, Oschersleben y Dortmund. En esta última ciudad ingresó a la Tercera Orden Franciscana y fundó la asociación, junto a un grupo de 11 mujeres, la Seraphischen Caritas, en 1911. De la cual en 1928 saldría una rama religiosa a las que llamó Hermanas Testigos del Amor de Dios, con el fin de atender a jóvenes con discapacidades mentales.
Durante la Segunda Guerra Mundial, Theresa lideró la congregación y se negó al plan del gobierno de practicar la eugenesia a los niños con discapacidades mentales, haciéndose cargo de ellos en sus centros. Sin embargo no pudo evitar el plan de esterilización de los mismos. En 1942 le llegó una carta obligando al hospital Antoniusheim, en Hattingen, por ella fundado, a entregar a los niños acogidos, a lo cual se negó rotundamente y se fue a diversas instancias con tal de evitar que los mismos fueran asesinados en los campos de concentración. Batalla que se vio ganada en la etapa final de la Guerra. Al finalizar la guerra, se descubrió una decena de judíos y ucranianos que salieron de las instalaciones del Antoniusheim, los cuales habían sido protegidos por la religiosa y su congregación. Theresia murió en dicho hospital el 21 de enero de 1949. Se tiene pensado incoar su proceso de canonización.